# زلزال ديكور 1935
زلزال ديكور 1935 هو زلزالٌ وقعَ في ديغور في تركيا بتاريخ 1 مايو 1935.